# Подломск
Подло́мск — деревня в Томском районе Томской области. Входит в состав Турунтаевского сельского поселения. 

## Население
| 2002 | 2008 | 2009 | 2010 | 2011 | 2012 | 2013 |
| ---- | ---- | ---- | ---- | ---- | ---- | ---- |
| 310  | ↗324 | ↘320 | ↘253 | ↗254 | ↘246 | ↘245 |
| 2014 | 2015 | 2021 |      |      |      |      |
| ↘243 | ↘226 | ↘195 |      |      |      |      |

## География
Расстояние до Томска — 60 км, до Турунтаева (центр поселения) — 12 км. Деревня располагается на трассе Р400 Томск — Мариинск, у истоков реки Куслы, примерно на равном удалении от административных границ с Зырянским районом и Кемеровской областью (~20 км).

## Социальная сфера и экономика
Медицинское обслуживание осуществляет местный фельдшерско-акушерский пункт.
В деревне работают два магазина и три пилорамы.

## Местная власть
Сельским поселением руководят Глава поселения и Совет. Глава поселения — Ермоленко Владимир Петрович, председатель Совета — Анкудинова Екатерина Павловна.